# Edge (album)
Edge – trzeci album fińskiej grupy Reflexion, wydany 17 lutego 2010 roku.

## Lista utworów
1. Morning Sickness - 4:20
2. Moscow Nights - 3:55
3. Written on My Skin - 3:52
4. Unbreakable - 3:44
5. Generation Kill - 3:31
6. Couldn't Care Less (The Cardigans cover) - 4:08
7. On This Dawn - 4:42
8. No Roots on the Ground - 3:39
9. Undress the Beauty - 3:35
10. The Cage - 4:36
11. Blind for Tomorrow - 4:20
12. I've Burned Everything I've Got - 6:02

## Twórcy
- Juha Kylmänen – śpiew
- Ilkka Jolma – gitara
- Juhani Heikka – gitara
- Mikko Uusimaa – gitara basowa

Gościnnie:
- Tonmi Lillman – perkusja (na całym albumie)
- Janne Nissinen - instrumenty klawiszowe